# 威爾·史蒂文斯
威廉·史蒂文斯（英語：William Stevens，1991年6月28日—），被稱為威爾·史蒂文斯（英語：Will Stevens），生於英國英格蘭艾塞克斯郡羅奇福德，是一位英國賽車手。他曾參加雷諾方程式2.0歐洲盃、豐田賽車系列賽和英國雷諾方程式錦標賽。他也曾在2014年阿布達比大獎賽，頂替马库斯·埃里克松為卡特漢姆車隊出賽。
他在2009年的英國雷諾方程式2.0獲得第7名，隔年獲得第4名。他在2011年轉戰雷諾方程式2.0歐洲盃，最終名列第4。之後在2012年轉往雷諾方程式3.5系列賽，首年便取得第12名，隔年則名列第4。
2015年2月25日，馬諾F1車隊宣布他們在2015年賽季簽下了史蒂文斯。

## 職業生涯

### 卡丁車
史蒂文斯在2003年12歲時，從卡丁車賽展開他的賽車生涯。一年後，他加入Rotax Mini Max車隊，出賽全國小童錦標賽。在參加了國內外的各項錦標賽，而且又在2007年贏得了亞太錦標賽後，他轉戰至雷諾方程式2.0。

### 雷諾方程式2.0
他在2009年英國雷諾方程式2.0獲得第7名，隔年取得第4名。他在2011年轉戰雷諾方程式2.0歐洲盃，最終名列第4。

### 雷諾方程式3.5系列賽
史蒂文斯於2012年晉升至雷諾方程式3.5系列賽，在他的新秀年取得第12名。他在2013年的17場比賽中站上5次頒獎台，在最終的積分榜上名列第四。之後在2014年贏得兩場勝利以及四次頒獎台完賽，在積分榜上以122分名列第六。

### 一級方程式賽車

#### 瑪魯西亞、卡特漢姆（2014年）
瑪魯西亞車隊在2014年10月宣布史蒂文斯將以儲備車手的身分在2014年剩餘賽季加入該隊。他們原先打算讓他參加2014年日本大獎賽的第一階段練習賽，然而，他們未能及時向國際汽聯合約認證委員會申報相關手續。
史蒂文斯在下一個月首度亮相一級方程式賽車賽場，他在2014年阿布達比大獎賽為曾幫該隊測試的卡特漢姆車隊出賽。他最終取得第17名，落後冠軍一圈。

#### 馬諾（2015年）

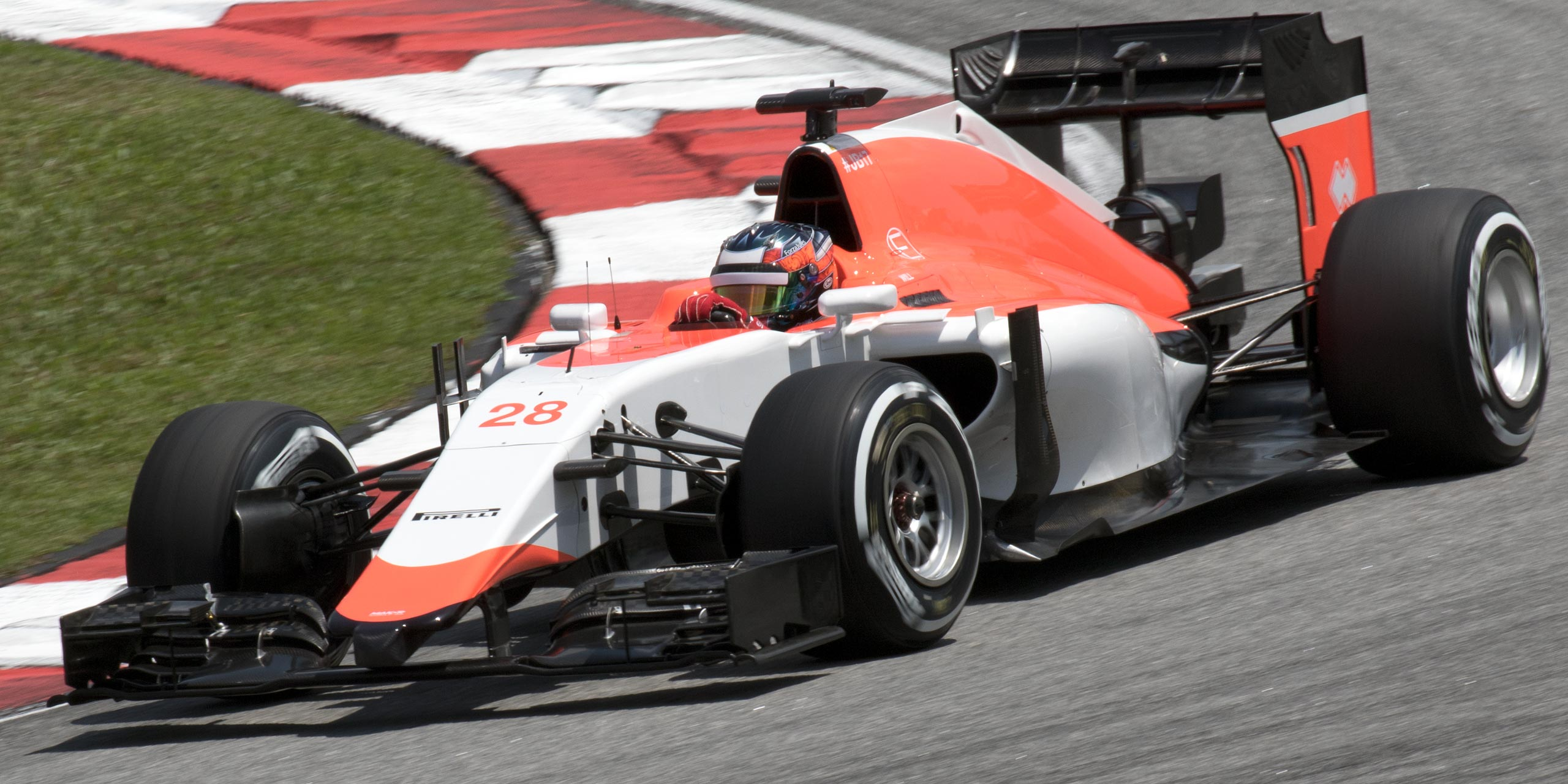
史蒂文斯在2015年馬來西亞大獎賽為馬諾車隊出賽。

瑪魯西亞的繼任者馬諾車隊在2015年2月宣布史蒂文斯成為該隊的車手，將與羅伯托·梅里搭檔。

## 历年成绩

### 一级方程式成绩
(图例)粗體為桿位出賽，斜體為最快圈速
| 年份 | 车队               | 底盘             | 引擎                  | 1      | 2      | 3     | 4       | 5     | 6     | 7     | 8      | 9     | 10     | 11    | 12    | 13    | 14    | 15    | 16     | 17    | 18      | 19    | 排名 | 积分 |
| ---- | ------------------ | ---------------- | --------------------- | ------ | ------ | ----- | ------- | ----- | ----- | ----- | ------ | ----- | ------ | ----- | ----- | ----- | ----- | ----- | ------ | ----- | ------- | ----- | ---- | ---- |
| 2014 | 卡特汉姆车队       | 卡特汉姆车队CT04 | 雷诺F1-2014 V6 t      | 澳     | 馬     | 巴林  | 中      | 西    | 摩    | 加    | 奥     | 英    | 德     | 匈    | 比    |       | 新    | 日    | 俄     | 美    | 巴西    | 阿 17 | 第23 | 0    |
| 2015 | 馬諾瑪魯西亞F1車隊 | 瑪魯西亞MR03     | 法拉利 059/3 1.6 V6 t | 澳 DNP | 馬 DNS | 中 15 | 巴林 16 | 西 17 | 摩 17 | 加 17 | 奧 Ret | 英 13 | 匈 16† | 比 16 | 義 15 | 新 15 | 日 19 | 俄 14 | 美 Ret | 墨 16 | 巴西 17 | 阿 18 | 第21 | 0    |

*赛季进行中。
†未完赛，但已完成赛事总里程的90%。

## 外部連結
- 官方网站
- 威爾·史蒂文斯的X（前Twitter）
- 威爾·史蒂文斯 在DriverDB.com上的职业生涯数据（英文）